# San Cosme Atlamaxac
San Cosme Atlamaxac es una localidad mexicana, ubicada en el municipio de Tepeyanco, en el estado de Tlaxcala.

## Geografía
Se encuentra a una altitud de 2 240 m s. n. m., a 900 m de la cabecera municipal, Tepeyanco y a 9 km de la capital estatal, Tlaxcala de Xicohténcatl.

## Demografía

### Población
Conforme al Censo de Población y Vivienda 2010 realizado por el Instituto Nacional de Estadística y Geografía (INEGI) con fecha censal del 12 de junio de 2010, San Cosme Atlamaxac contaba hasta ese año con un total de 2 364, de dicha cifra, 1127 eran hombres y 1237 eran mujeres.
| Gráfica de población de San Cosme Atlamaxac entre 1900 y 2010.                         |
|                                                                                        |
| Según los censos de población del Instituto Nacional de Estadística y Geografía INEGI. |